# Weblate
 O Weblate é uma ferramenta de tradução livre baseada na Web com forte integração de controle de versão. Ele fornece duas interfaces de usuário, propagação de traduções entre componentes, verificações de qualidade e vinculação automática aos arquivos-fonte.

## Metas estabelecidas
O Weblate visa facilitar a tradução baseada na Web com forte integração do Git para uma ampla variedade de formatos de arquivo, ajudando os tradutores a contribuir sem o conhecimento do fluxo de trabalho do Git.
As traduções seguem de perto o desenvolvimento, pois são hospedadas no mesmo repositório que o código-fonte. Não há um plano para a resolução de conflitos complexos, pois se argumenta que eles deveriam ser tratados principalmente no lado do Git.

## Nome do projeto
O nome do projeto é uma amálgama de palavras web e translate.

## Usos notáveis
Estes são alguns projetos usando o Weblate:
- Godot Engine
- FreePBX [5]
- OsmAnd [6]
- phpMyAdmin [7]
- Horizontes desconhecidos [8]
- OpenPetra [9]
- Turris Omnia [10]
- Manual do Debian [11]
- LibreOffice [12]